# 甲南町野川
甲南町野川（こうなんちょうのがわ）は、滋賀県甲賀市にある地名。

## 地理
甲賀市甲南町の東南部に位置し、東は甲南町下馬杉・甲賀町滝、南は三重県伊賀市内保・三重県伊賀市玉瀧、西は甲南町柑子、北は甲南町池田に接する。浅野川が南北に流れる。南北に滋賀県道134号上馬杉野尻線が貫通し、これに滋賀県道337号柑子塩野線・滋賀県道775号甲賀阿山線がつながる。

## 歴史
中世は馬杉荘に属したと考えられる。1338年、南朝軍が信楽より池原杣と野川郷に侵攻したが、六角氏に従う小佐治国氏・基氏らが杣の内の高徳寺まで追った。その後、伴氏が領したという。1585年の甲賀ゆれと水口岡山城築城によりその支配下に入ったと考えられるが、1592年の時点では539石余りが豊臣氏の蔵入地（直轄地）となっている。1600年から幕府領となり、1698年（元禄11年）宮川藩領となり、明治維新に至った。1871年（明治4年）の廃藩置県で宮川藩は宮川県となり、大津県を経て翌年に滋賀県に属した。1889年（明治22年）の町村制施行により宮村となり、その村役場が置かれた。1943年（昭和11年）に寺庄町・南杣村・龍池村と合併して甲南町に属し、2004年（平成16年）の甲賀市成立に至る。

## 世帯数と人口
2019年（令和元年）9月30日現在の世帯数と人口は以下の通りである。
| 町丁       | 世帯数  | 人口  |
| ---------- | ------- | ----- |
| 甲南町野川 | 111世帯 | 325人 |

## 学区
市立小・中学校に通う場合、学区は以下の通りとなる。
| 番・番地等 | 小学校                 | 中学校             |
| ---------- | ---------------------- | ------------------ |
| 全域       | 甲賀市立甲南第三小学校 | 甲賀市立甲南中学校 |

## 交通
- 滋賀県道134号上馬杉野尻線
- 滋賀県道337号柑子塩野線
- 滋賀県道775号甲賀阿山線

## 施設
- 甲賀市立甲南第三小学校
- 甲南第三地域市民センター
- 野川簡易郵便局
- 福泉寺
- 阿弥陀寺
- 伊勢廻寺
- 阿彌陀寺

## その他

### 日本郵便
- 郵便番号 : 520-3305[3]（集配局：甲南郵便局[8]）